# Walter Haehn

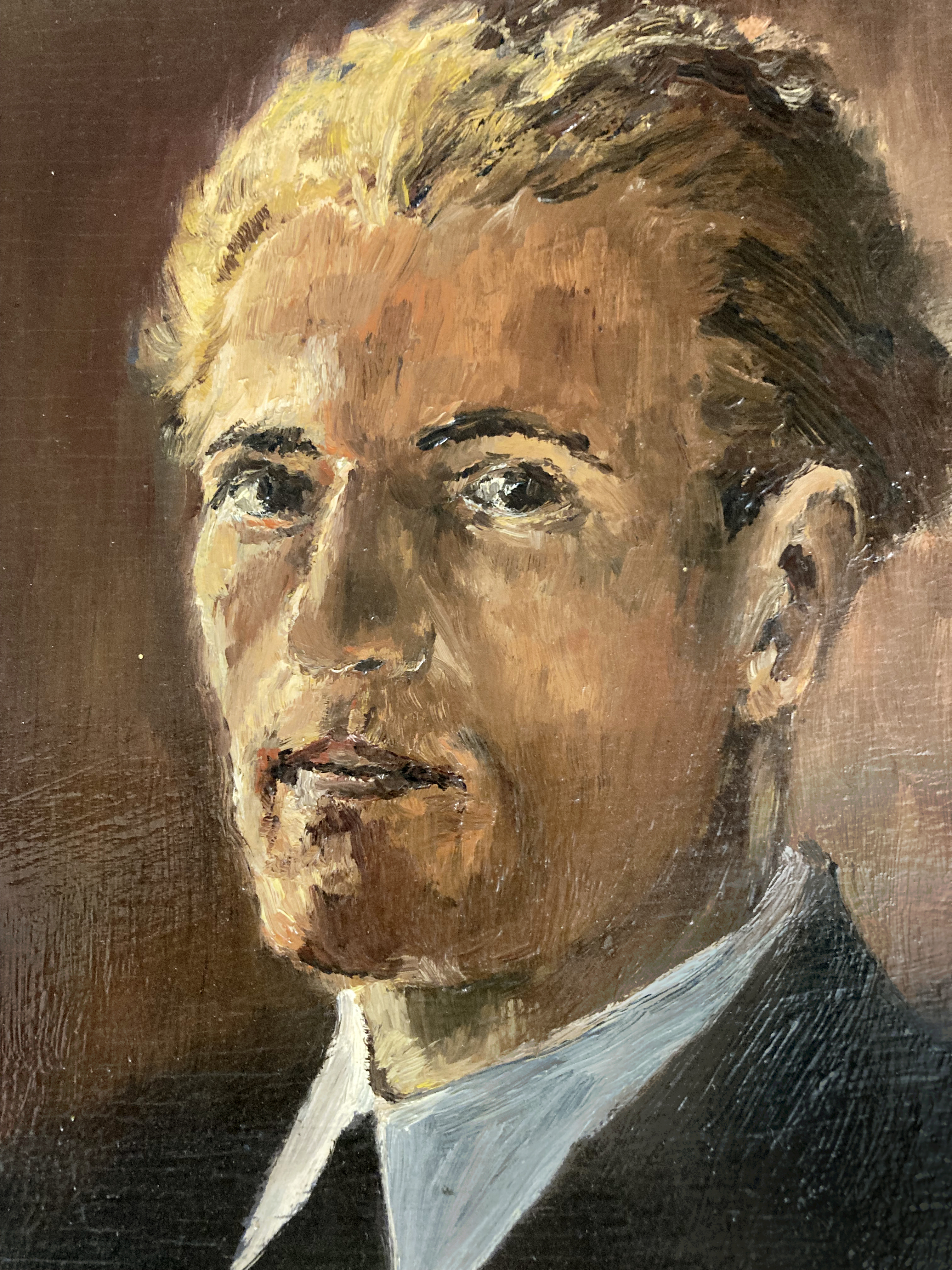
Selbstporträt Walter Haehn

Walter Haehn (geboren am 18. März 1918 in Lippstadt; gestorben am 1. November 2015 in Köln) war ein deutscher Maler, Illustrator und Unternehmer.

## Leben

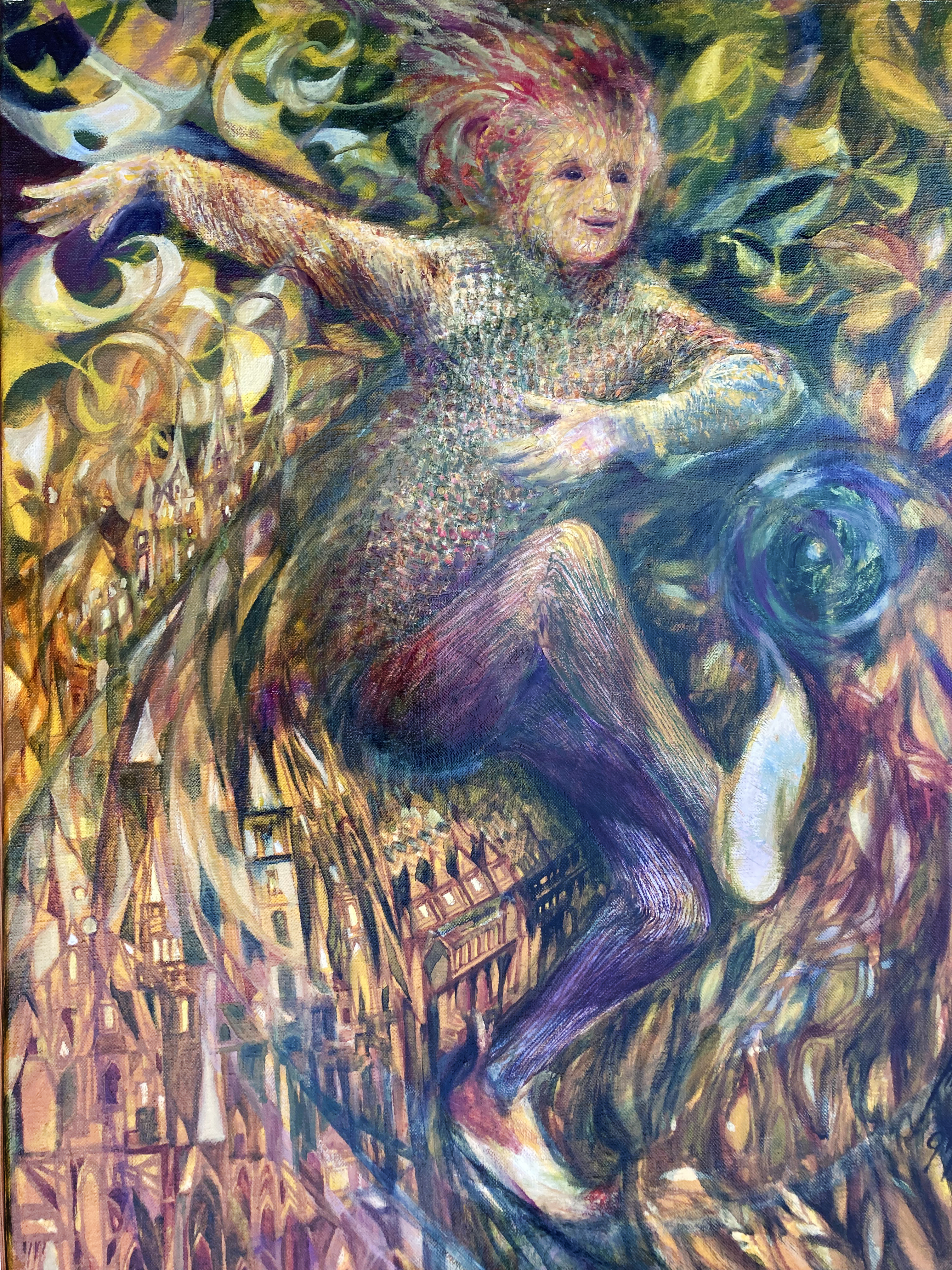
Ballspieler, Öl/Leinwand, 1997 Haehn

Schon als Kind zog Walter Haehn mit seiner Familie nach Köln, wo er nach der Schulzeit im Kaufhaus Leonard Tietz AG eine Ausbildung zum Plakat- und Schriftenmaler absolvierte. Bereits 18-jährig wurde er zum Reichsarbeitsdienst eingezogen und mit Kriegsbeginn als Soldat verpflichtet. Mehrfach verwundet, erlebte er die letzten Kriegsjahre in einem amerikanischen Kriegsgefangenenlager in San Antonio / Texas, von wo er 1947 als Schwer-Kriegsbeschädigter nach Köln zurückkehrte.
An den Kölner Werkschulen studierte Haehn mit dem Schwerpunkt Graphik und wurde Meisterschüler bei Heinrich Hußmann. Zeitgleich baute er sich eine wirtschaftliche Existenz als freier Graphiker und als technischer Illustrator auf. Vor allem die aufstrebende Automobilindustrie nutzte seine präzise Visualisierung und in den 70er Jahren wuchs das Graphik-Büro Haehn mit diesem Schwerpunkt.
Daneben war Walter Haehn als freier Illustrator tätig und bebilderte u. a. die Funkkolleg-Hefte des WDR sowie Bücher (häufig in Zusammenarbeit mit dem Schriftsteller Herbert Sinz) und Broschüren.

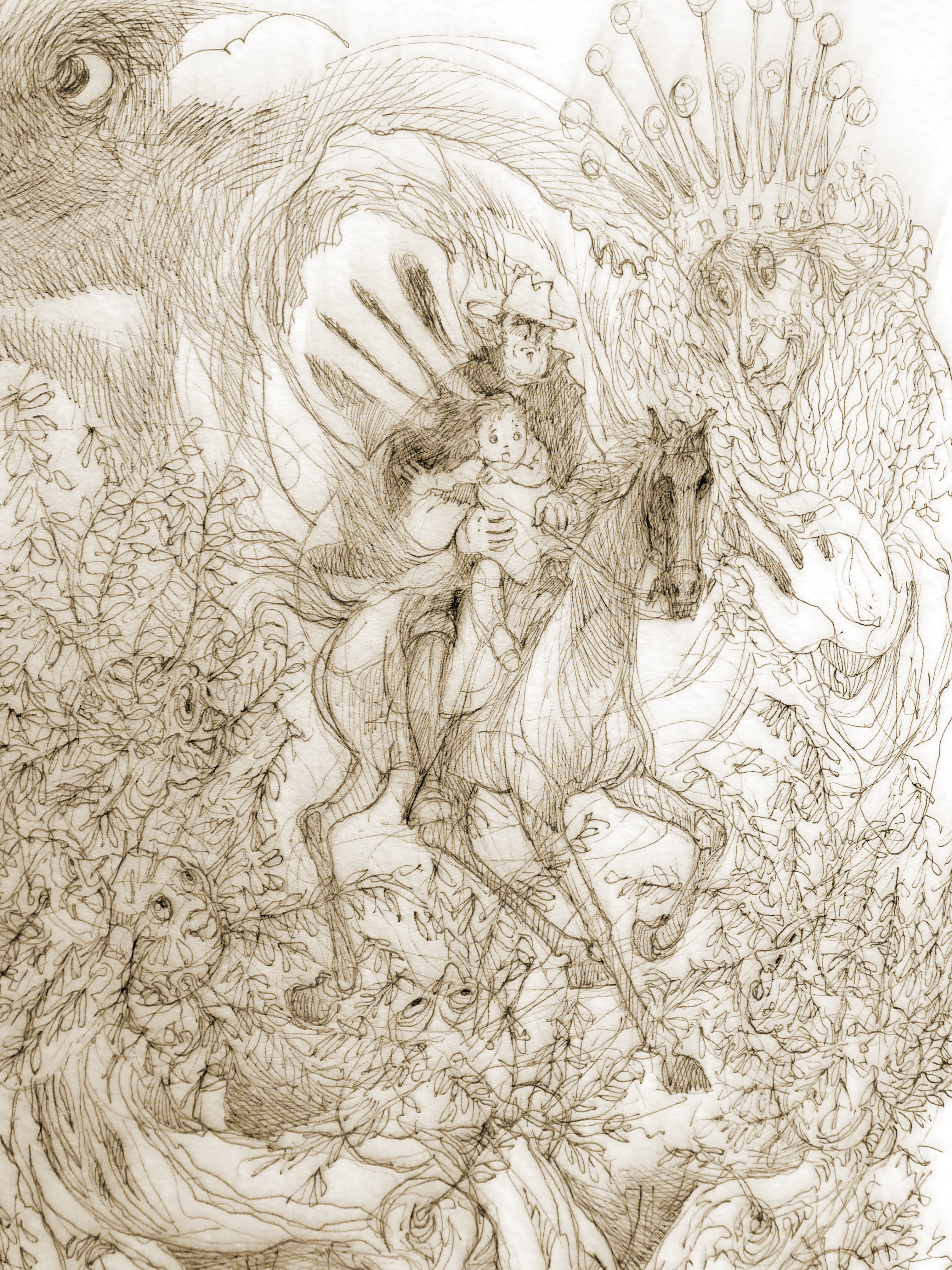
Der Erlkönig, Federzeichnung auf Papier, o. J. Haehn

Neben der angewandten Kunst und Illustration war Walter Haehn immer und seit Ende der 80er Jahre ausschließlich auch als freier Künstler tätig und gab sein Können als Dozent an der Volkshochschule und der Kölner Malakademie an seine Schüler weiter.

## Werk

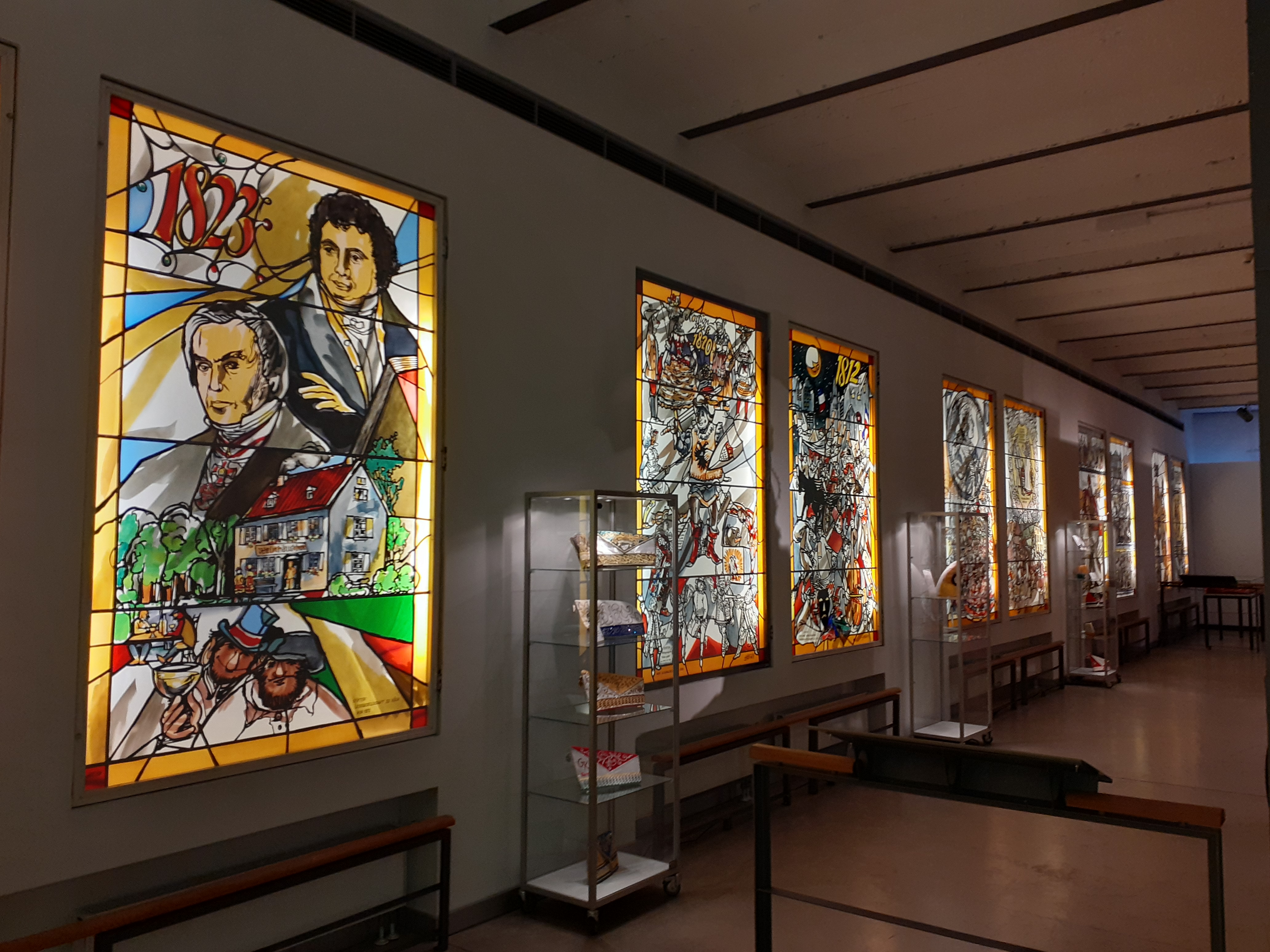
12 bleiverglaste Fenster im Kölner Karnevalsmuseum, 2000–2001

Walter Haehns Interesse als freier Maler und Illustrator galt der gegenständlichen Kunst. Viele seiner Themen entnahm er der Literatur und Sagenwelt. So entstanden eine Vielzahl Federzeichnungen zu Goethes Faust, Gemälde zu Don Quixote oder zu Märchen-Motiven. Hervorzuheben ist das von Walter Haehn selbst edierte Künstlerbuch „Gedanken und Illustrationen zu Johann Wolfgang von Goethes Faust, der Tragödie II. Teil“ (Eigenverlag, Köln o. J.), das er auch schriftstellerisch gestaltete. Daneben schuf Haehn auch Landschaften, Stillleben und immer wieder Natur- und Tier-Studien und -Gemälde.
Walter Haehn beherrschte ein großes Spektrum künstlerischer Techniken und schuf Arbeiten auf Papier, ob Zeichnung, Tempera oder Aquarell, und Ölgemälde auf Leinwand. Dabei variierte er unterschiedliche Stilmittel, wobei die Naturtreue, das anatomisch Richtige, ihm immer ein wichtiger Leitfaden war. Durch das häufig prismenartige Aufbrechen der Hintergrundstrukturen erreichte Walter Haehn eine besondere Dynamisierung seiner Figuren und vermittelte den Eindruck und das Gefühl für die andere, literarisch zauberhafte Wirklichkeit.

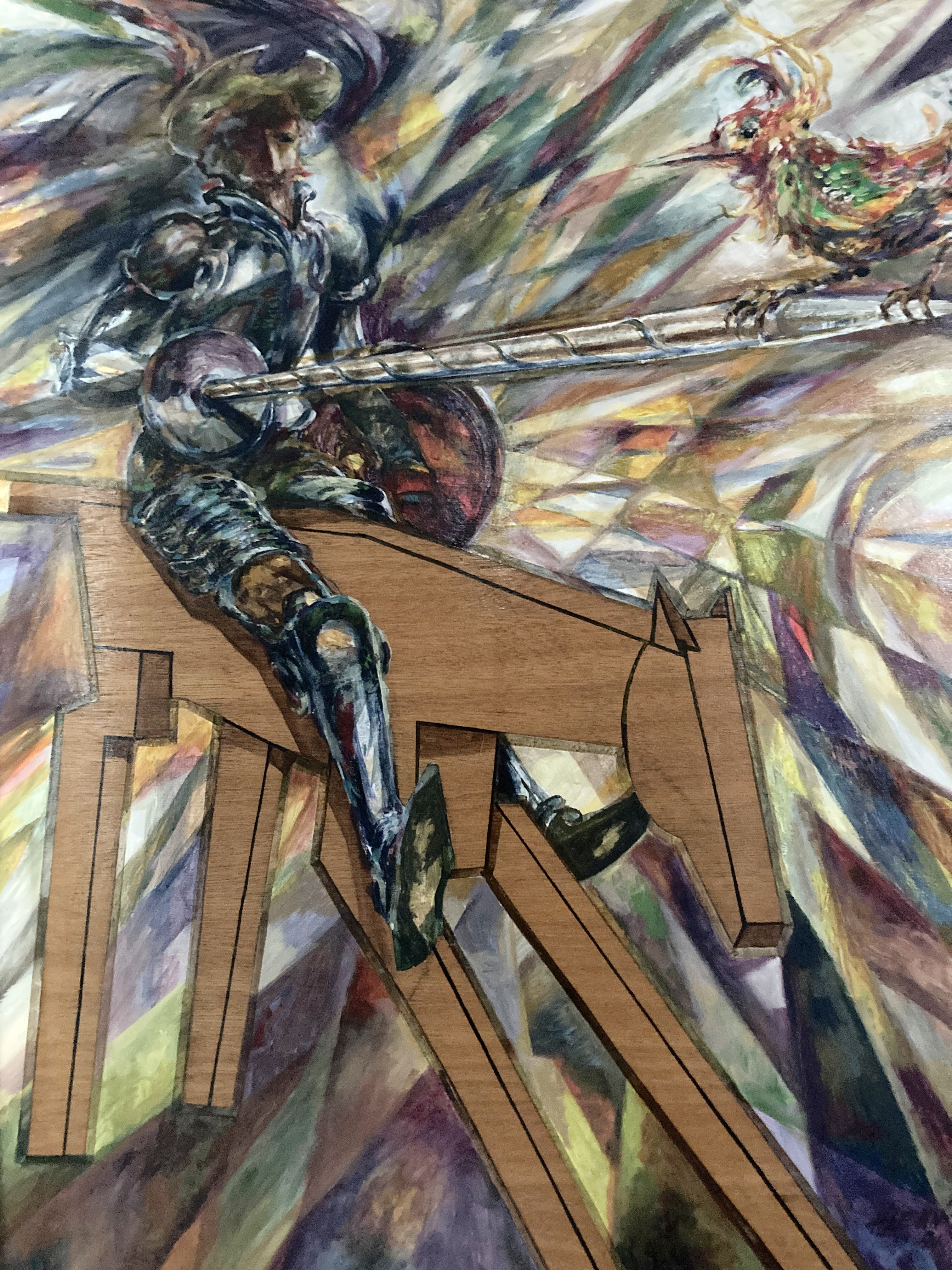
Don Quijote, Acryl/Holz, 1984 Haehn

Der einfallsreiche Kolorist Walter Haehn setzte seine literarischen Themen dabei oft mit einem humorvollen Augenzwinkern um und auch dem Kölner Karneval war der gebürtige Westfale zugetan: Im Kölner Karnevalsmuseum entwarf und gestaltete er die Fenster und auch der Entwurf zahlloser Karnevalsorden sowie die Innenausgestaltung des Kölner Sachsenturms (Biwak der blauen Funken) gehen auf ihn zurück.

## Ausstellungen
Die Ausstellungs-Aktivitäten Walter Haehns sind bisher nur lückenhaft dokumentiert:
- 3.–20. Mai 1979: Einzelausstellung Walter Haehn, 30 Jahre Volkshochschul-Dozent in der VHS, Josef-Haubrich-Hof, Köln[4]
- 1981: Ausstellung im Landesmuseum Hannover (Ankauf der Werke Freiraum durch die Ärztekammer Niedersachsen und Lautenspieler durch die Stadt Hannover)[5]
- 1999: Walter Haehn – Illustrationen zu Faust II, Museum Weimarer Stadtschloss[6]
- 2003: Karnevalsgeschichten – bunt und doch glasklar, Ausstellung von 20 Glasfenstern in der Stadtsparkasse Köln in der Hauptgeschäftsstelle am Rudolfplatz[7]
- 26. November – 5. Dezember 2021: Gruppenausstellung Evangelische Kirchengemeinde Köln-Bayenthal[8]
- Dauerausstellung von 12 bleiverglasten Fenstern im Kölner Karnevalsmuseum